# Криворізька агломерація

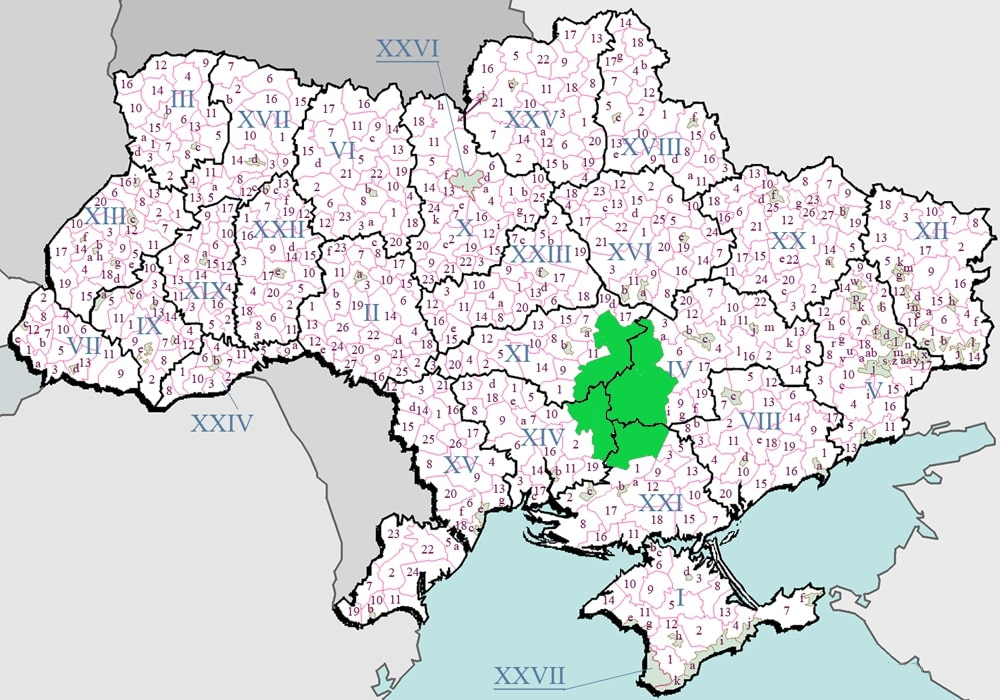
Криворізька агломерація на мапі України

Криворізька агломерація — агломерація з центром у місті Кривий Ріг. Простягається вздовж річок Саксагань та Інгулець з півночі на південь. Головні чинники створення і існування агломерації: розташування, залізорудний басейн Кривбас, перепуття головних транспортних шляхів, близькість центрів гірничої, металургійної, машинобудівної, хімічної промисловості. Центр розвиненого сільськогосподарського району.
Чисельність населення — 1 170,9 тис. осіб (2019).
Повітряні ворота — Криворізький міжнародний аеропорт.
Складається:
Міста: Кривий Ріг, Жовті Води, Олександрія, Новий Буг, П'ятихатки, Апостолове, Зеленодольськ, Долинська.
Райони:
- включно з ліквідованими у 2020 р.:

 Апостолівський район,

 Березнегуватський район,

 Великоолександрівський район,

 Високопільський район,

 Долинський район,

 Казанківський район,

 Новобузький район,

 Нововоронцовський район,

  Криворізький район,

 Олександрійський район,

 Петрівський район,

 П'ятихатський район,

 Софіївський район,

 Устинівський район,

 Широківський район
- після укрупнення та ліквідації районів України 2020 р. (у т.ч. частково):

 Криворізький район,

 Баштанський район,

 Бериславський район,

 Кам'янський район,

 Кропивницький район,

 Олександрійський район.